# Jacobus de Teramo
Jacobus Palladinus de Teramo (1349–1417), també conegut Jacopo Paladini, o Jacobi de Ancharano, va ser un bisbe italià, membre de les famoses famílies Palladini. Teramo, el seu lloc de naixement, formava llavors part del Regne de Nàpols (actualment a la regió italiana dels Abruços).

## Biografia
Després d'estudiar dret canònic a la Universitat de Pàdua, Jacobus va ser ardiaca a Aversa el 1384. ; va ocupar diversos càrrecs a la cúria romana abans de ser nomenat successivament bisbe de Monopoli (1391), bisbe de Tàrent (1400), bisbe de Florència (1401) i bisbe de Spoleto (1410), on, com a bisbe, també era governador pontifici del Ducat de Spoleto. Al Concili de Pisa del juin 1409, durant el conclave que va triar l'antipapa Alexandre V, va estar entre els partidaris de Gregori XII i de l'antipapa Benet XIII.
El 1417, el papa Martí V el va enviar com a llegat a Polònia, on va morir el mateix any.

## Obres

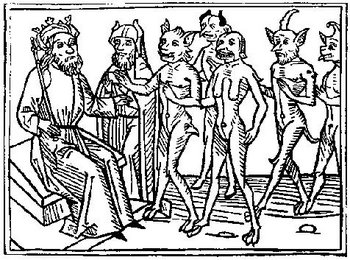
Belial i criats (1473).

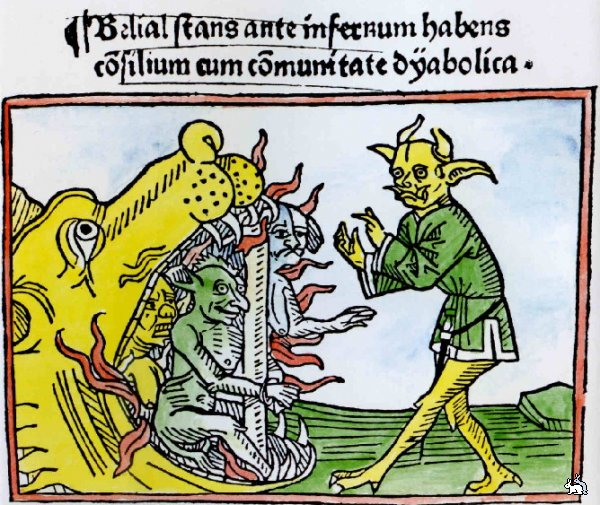
Procés de Bélial (1473).

Jacobus va escriure un comentari sobre Libri quatuorisentiarum de Peter Lombard, imprès amb el títol Sentences in Augsburg el 1472. ; d'un diàleg no imprès titulat De Pontificis Romani monarchia, i sobretot d'un llibre particular (escrit cap al 1382) titulat Consolatio peccatorum, seu Processus Luciferi contra Jesum Christum.
Això " consol dels pecadors ", amb el colofó Liber Bellial, descriu dos judicis entre Llucifer i Jesucrist, davant un tribunal presidit per Salomó, en què el diable persegueix Crist per haver comès una intrusió al seu domini durant la seva descens a l'Infern. En el primer judici, Moisès és l'advocat de Jesucrist i Belial el del diable. En el segon judici, és el patriarca Josep qui és el jutge, Aristòtil i Isaïes defensen Jesucrist, i l'emperador August i Jeremies defensen el diable.
En ambdós judicis la decisió és favorable a Crist, però en el segon judici es concedeix al diable el dret de prendre possessió dels cossos i ànimes dels condemnats el dia del judici. Aquesta obra ha estat impresa diverses vegades i traduïda a diversos idiomes. Una de les primeres edicions és en alemany i va ser impresa per Albrecht Pfister a Bamberg a la dècada de 1460. L'obra va ser inclosa posteriorment a ' Index librorum prohibitorum. De nou l'any 1611, es va imprimir a Hannover, sota el títol Processus Luciferi contra Iesum coram Iudice Salomone.
L'obra s'ha de veure com una al·legoria als fets històrics de l'època: la descens de Jesús als inferns i l'alliberament dels patriarques és la metàfora de la fi del papat d'Avinyó i el retorn del papat a Roma (l'any 1378)., la reacció posterior dels dimonis està representada per l'antipapa (Satanàs). La solució proposada per Paladini per resoldre la disputa entre Satanàs i Jesús, és a dir, confiar la causa a un tribunal d'arbitratge imparcial, és la que s'adopta per resoldre el cisma d'Occident, amb la convocatòria d'un concili -el primer a Pisa (1409), però sense èxit, després al Concili de Constança -que va obtenir el 1415 la dimissió del papa Gregori XII, va enderrocar l'antipapa Benet XIII d'Avinyó i va escollir el papa Martí V al papat.